# Méd királyok listája
A médek i. e. 703 körül költöztek a Zagrosz-hegység területére. Az asszírok elleni harc során az I. e. 7. században született meg a Méd Birodalom, melyet I. e. 550-ben Nagy Kürosz perzsa király foglalt el.
Uralkodói:
| Uralkodó                              | Uralkodott                | Más név                                                                                             | Megjegyzés                                                      |
| ------------------------------------- | ------------------------- | --------------------------------------------------------------------------------------------------- | --------------------------------------------------------------- |
| Daiakku                               | i. e. 728 – i. e. 675     | Déiokész Δηιόκης, akkád Dayukku                                                                     | talán nem uralkodónév, hanem a terület neve                     |
| Khavakhsatra                          | i. e. 715 körül           | méd Xavaxštra (𐎢𐎺𐎧𐏁𐎫𐎼), elámi Šattarrida, asszír Kaštarita, babiloni Ḫašatritti, görög I. Küaxarész | Talán Daiakkuval azonos, illetve Daiakku fejedelemség ura       |
| Khsathrita                            | I. e. 675 – I. e. 653     | óperzsa Fravartis, Xšathrita (𐎳𐎼𐎺𐎼𐎫𐎡𐏁), akkád Kaštarithu, görög Phraortész Φραόρτης                 | az asszír–méd háború vezetője, a méd törzsszövetség létrehozója |
| Szkíta uralom (I. e. 653 – I. e. 625) |                           | |                                                                 |
| Uvakhsatra                            | I. e. 625 – I. e. 585     | méd–perzsa Uvaxšatra (𐎢𐎺𐎧𐏁𐎫𐎼), babiloni Umakištar, görög II. Küaxarész Κυαξάρης                     |                                                                 |
| Istuviga                              | I. e. 589 – I. e. 549     | óperzsa Arištiviga, akkád Ištumegu, görög Asztüagész Ἀστυάγης vagy Asztüigasz, Aszpadasz            |                                                                 |
| Perzsa hatalomátvétel (i. e. 550)     |                           | |                                                                 |
| III. (II.) Küaxarész                  |                           | | talán Istuviga fia, méd fejedelem II. Kurus idején              |
| Fravartis                             | i. e. 521. január – május | görög Phraortész                                                                                    | méd lázadás vezetője, királynak is kikiáltották                 |